# دموکراسی شوروی
دموکراسی شوروی (به انگلیسی: Soviet democracy) یا دموکراسی شورایی (به انگلیسی: council democracy)، یک نظام سیاسی است که در آن حاکمیت مردم بر شوراهایی مبتنی است که به صورت مستقیم انتخاب شده‌اند. شوراها به صورت مستقیم در برابر انتخاب‌کنندگان مسئول هستند و به دستورالعمل‌هایی که از مدل بازنمایندگی غیرمستقیم استفاده می‌کنند مقید هستند. این تعهد الزام‌آور برخلاف تعهد آزاد است که در آن نمایندگان منتخب تنها در برابر وجدان خود مسئول هستند. از این رو نمایندگان ممکن است در هر زمانی از منصب خود برکنار شوند و یا از طریق انتخابات برکناری رأی به عزل آن‌ها داده‌شود.
در دموکراسی شوروی رأی‌دهندگان در واحدهای پایه سازمان می‌یابند، به عنوان مثال کارگران یک کارخانه، ساکنان یک منطقه، و یا سربازان یک سربازخانه. آن‌ها به طور مستقیم نمایندگان را به عنوان مأموران عمومی انتخاب می‌کنند که توأمان به عنوان قانون‌گذار، دولت و دادگستری عمل می‌کنند. برخلاف مدل‌ها اولیۀ دموکراسی که جان لاک و منتسکیو مطرح کرده‌اند، در اینجا تفکیک قوا وجود ندارد. شوراها در چندین سطح انتخاب می‌شوند: در سطح مناطق سکونت و تجارت نمایندگان راهی شوراهای محلی در مجامع عمومی می‌شوند. این‌ها به نوبۀ خود می‌توانند اعضایی را به عنوان نماینده به سطح بعدی بفرستند. نظام نمایندگی تا سطح کنگرۀ شوراها در سطح کومتی ادامه می‌یابد. فرآیند انتخابات بدین صورت از پایین به بالا صورت می‌گیرد. این سطوح معمولاً به سطوح اجرایی گره خورده‌است. The electoral processes thus take place from the bottom upwards. The levels are usually tied to administrative levels.

## تجربۀ شوروی
در اتحاد جماهیر شوروی سوسیالیستی و شکلی از دموکراسی بود که در آن شوراهای کارگری (سوویت) ارگان‌های قدرت را از طریق کسب قوه مجریه و قوه مقننه بدست می‌گرفت. شوراهای کارگری شامل نمایندگانی است که از سوی کارگران انتخاب شده‌است. دامنه شوراها از سطح محلی تا مجمع ملی است. طبق آرای ولادیمیر لنین و سایر ایدئولوگ‌های اتحاد جماهیر شوروی، شوراها نمایانگر خواست و اراده دموکراتیک طبقه کارگر هستند و از اینرو تجسم و انگارهٔ دیکتاتوری پرولتاریا می‌باشند. 

## انتقادات
منتقدان اصل لنین و دموکراسی شوروی، مانند کمونیسم شورایی ادعا می‌کنند شوراهای کارگری (سوویت‌ها) در زمان لنین نیز سرنگون شده بودند و در واقع هیچ قدرتی نداشتند. هواداران تروتسکیسم موافق این نظرند اما ادعا می‌کنند سرکوب شوراها پس از تحکیم قدرت ژوزف استالین (و نه کاملاً در زمان لنین) صورت گرفت. هواداران مائوئیسم و خوجه‌ایسم نیز بر این اعتقادند که شکاف‌هایی که در سیستم لنینی-استالینی به وجود آمد به سبب فقدان ایمان حزبی توده‌ها بود و این منجر به جدایی حزب و نیازهای مردم شد. پیامد این جریان، برآمد تجدیدنظرطلب‌ها (رویزیونیست‌ها) بود که پس از مرگ لنین، اتحاد شوروی را از دور نمود.